# BioWare
BioWare je vývojářská společnost stojící za jedněmi z nejúspěšnějších počítačových her v historii.[zdroj?] Společnost byla založena třemi čerstvě promovanými doktory v roce 1995 – Rayem Muzykou, Gregem Zeschuckem a Austinem Yipem. Společnost se specializuje na vývoj her žánru RPG. První hrou, kterou vydali byl Shattered Steel. Do povědomí se ale dostali především vydáním hry Baldur's Gate v roce 1998.
V roce 2010 studio zaměstnávalo kolem 800 lidí. Sídlí v Edmontonu v Kanadě.

## Vyvinuté hry
| Rok  | Název                                       | Herní engine    | Platforma                                                           | Poznámky                                                         |
| ---- | ------------------------------------------- | --------------- | ------------------------------------------------------------------- | ---------------------------------------------------------------- |
| 1996 | Shattered Steel                             |                 | DOS, Mac OS                                                         |                                                                  |
| 1998 | Baldur's Gate                               | Infinity Engine | Microsoft Windows, Mac OS                                           |                                                                  |
| 1999 | Baldur's Gate: Tales of the Sword Coast     | Infinity Engine | Microsoft Windows, Mac OS                                           | Datadisk k Baldur's Gate                                         |
| 2000 | MDK2                                        | Omen Engine     | Dreamcast, Microsoft Windows, PlayStation 2, WiiWare                | Pokračování MDK                                                  |
| 2000 | Baldur's Gate II: Shadows of Amn            | Infinity Engine | Microsoft Windows, Mac OS                                           |                                                                  |
| 2001 | Baldur's Gate II: Throne of Bhaal           | Infinity Engine | Microsoft Windows, Mac OS                                           | Datadisk k Baldur's Gate II                                      |
| 2002 | Neverwinter Nights                          | Aurora Engine   | Microsoft Windows, Linux, Mac OS X                                  |                                                                  |
| 2003 | Neverwinter Nights: Shadows of Undrentide   | Aurora Engine   | Microsoft Windows, Linux, Mac OS X                                  | Datadisk k Neverwinter Nights                                    |
| 2003 | Neverwinter Nights: Hordes of the Underdark | Aurora Engine   | Microsoft Windows, Linux, Mac OS X                                  | Datadisk k Neverwinter Nights                                    |
| 2003 | Star Wars: Knights of the Old Republic      | Odyssey Engine  | Xbox, Microsoft Windows, Mac OS X                                   |                                                                  |
| 2005 | Jade Empire                                 | Odyssey Engine  | Xbox, Microsoft Windows, Xbox 360, Mac OS X                         |                                                                  |
| 2007 | Mass Effect                                 | Unreal Engine 3 | Microsoft Windows, Xbox 360                                         |                                                                  |
| 2008 | Sonic Chronicles: The Dark Brotherhood      |                 | Nintendo DS                                                         |                                                                  |
| 2009 | Mass Effect Galaxy                          |                 | iOS                                                                 |                                                                  |
| 2009 | Dragon Age: Origins                         | Eclipse Engine  | Microsoft Windows, PlayStation 3, Xbox 360, Mac OS X                | Označován jako duchovní nástupce Baldur's Gate, první díl série. |
| 2010 | Mass Effect 2                               | Unreal Engine 3 | Microsoft Windows, PlayStation 3, Xbox 360                          |                                                                  |
| 2010 | Dragon Age: Origins – Awakening             | Eclipse Engine  | Microsoft Windows, PlayStation 3, Xbox 360, Mac OS X                | Datadisk k Dragon Age: Origins                                   |
| 2011 | Dragon Age II                               | Lycium Engine   | Microsoft Windows, PlayStation 3, Xbox 360, Mac OS X                |                                                                  |
| 2011 | Star Wars: The Old Republic                 | HeroEngine      | Microsoft Windows                                                   |                                                                  |
| 2012 | Mass Effect 3                               | Unreal Engine 3 | Microsoft Windows, PlayStation 3, Xbox 360                          |                                                                  |
| 2013 | Command & Conquer: Generals 2               | Frostbite 2     | Microsoft Windows                                                   | Zrušeno                                                          |
| 2014 | Dragon Age: Inquisition                     | Frostbite 2     | Microsoft Windows, PlayStation 3, Xbox 360, PlayStation 4, Xbox One |                                                                  |
| 2019 | Anthem                                      | Frostbite 3     | Microsoft Windows, PlayStation 4, Xbox One                          |                                                                  |
| 2021 | Mass Effect Legendary Edition               | Unreal Engine 3 | Microsoft Windows, PlayStation 4, Xbox One                          |                                                                  |